# Wincenty Władysław Kasprowicz
Wincenty Władysław Kasprowicz (ur. 9 stycznia 1897 w Mijanowie, zm. 30 sierpnia 1974 w Poznaniu) – polski zakonnik, pustelnik pieniński, żołnierz I wojny światowej i powstania wielkopolskiego, działacz turystyczny.

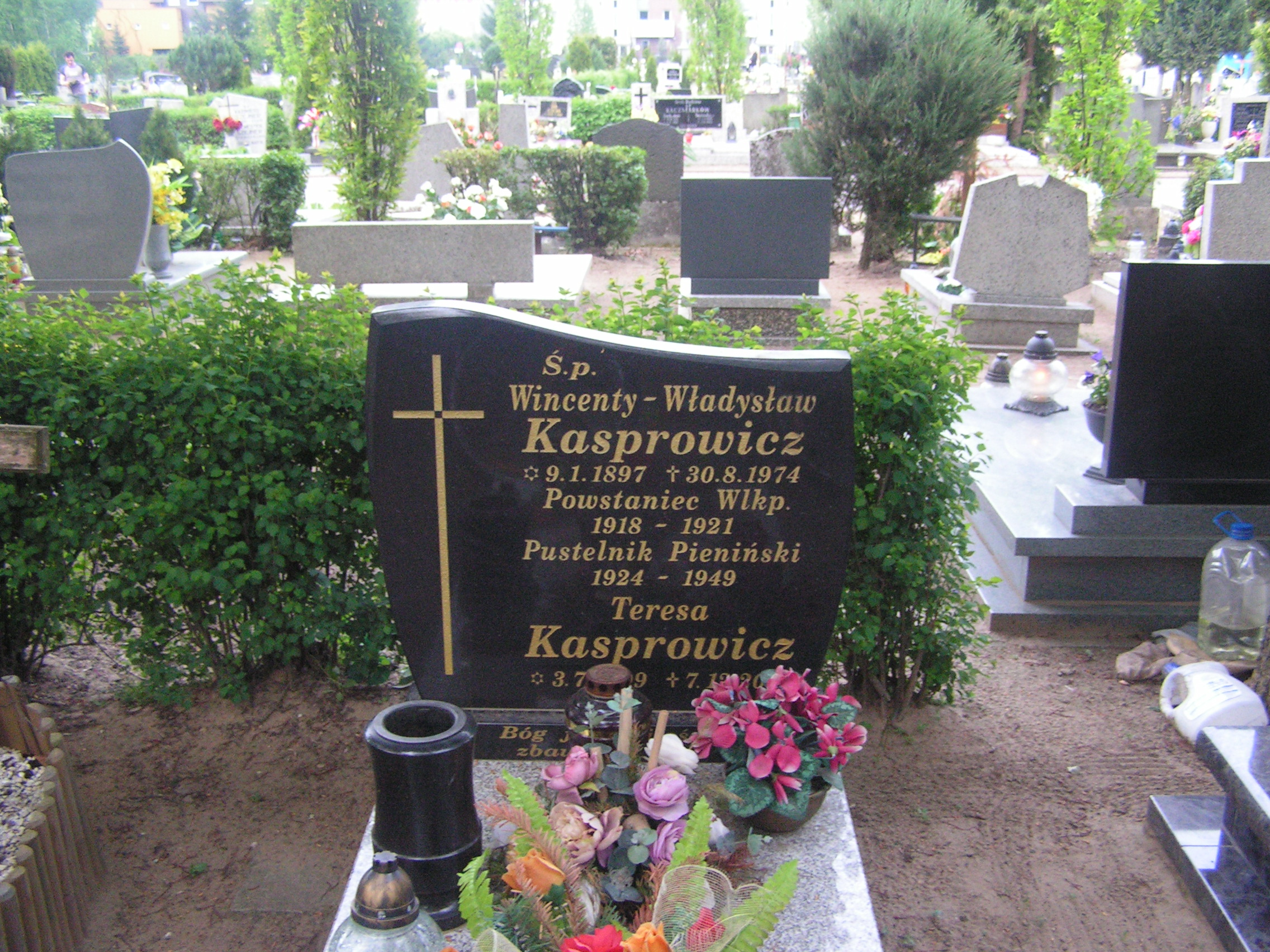
Nagrobek na cmentarzu naramowickim

## Życiorys
Walczył w szeregach armii niemieckiej podczas I wojny światowej, m.in. w bitwie pod Verdun. W walkach tych odniósł ranę w przedramię. Za swe zasługi został odznaczony Krzyżem Żelaznym. Po zakończeniu działań wojennych powrócił na tereny Wielkopolski, gdzie brał udział w powstaniu wielkopolskim. Jeszcze podczas wojny złożył ślubowanie, w wyniku którego wstąpił do zakonu albertynów i zamieszkał w klasztorze w Krakowie. Dowiedziawszy się o istnieniu pustelni w Pieninach, postanowił w niej zamieszkać. W 1924 roku udał się w Pieniny i – mimo pierwotnego sprzeciwu ks. Antoniego Łętowskiego, proboszcza parafii w Krościenku nad Dunajcem – ostatecznie udało mu się zamieszkać w pustelni. Jego pomocnikiem został Stefan Plewa ze Sromowiec.
Jako pustelnik narzucił sobie ścisły porządek dnia, oparty na pracy, modlitwie i poście. Do pustelni zaglądali liczni turyści, których częstował przyniesioną ze źródła wodą oraz herbatą. W zamian pobierał datki, które szły na utrzymanie pustelni. Sprzedawał również pamiątki z Góry Zamkowej (sam również rzeźbił).
W 1925 roku pod szczytem Góry Zamkowej umieszczono 50-kilogramowy dzwon z wizerunkiem Matki Boskiej Częstochowskiej. Jego fundatorem był ks. Walenty Gadowski. Odtąd Wincenty Kasprowicz dzwonił nim na Anioł Pański, głos dzwonu pomagał także w orientacji zagubionym podczas mgły.
W dniu 31 sierpnia 1930 roku uroczyście otwarto Pieniński Park Narodowy. Jego otwarcie poprzedzone było wykupieniem ziemi w Pieninach z rąk prywatnych. Wkrótce potem w prasie rozpoczęła się kampania przeciwko pobytowi Kasprowicza w pustelni. Wzmogła się ona w 1937 roku, kiedy to na własność Parku przeszły ziemie na Górze Zamkowej. Wskazywano na niszczenie przyrody pienińskiej przez turystów i pielgrzymów zmierzających do pustelni. Ostatecznie jednak pustelnik nie tylko nie został usunięty, ale uzyskał zezwolenie na zbieranie chrustu i drzewa na terenach Parku oraz od 1934 roku prowadził na jego potrzeby stację meteorologiczną.
W 1937 roku, we współpracy w Polskim Towarzystwem Tatrzańskim przeprowadził liczenie turystów odwiedzających pustelnię. Zajmował się również wytyczaniem szlaków oraz zbierał i spisywał klechdy, co zaowocowało wydaniem w 1939 roku książki "Żywot Błogosławionej Kingi". Pustelnię Kasprowicza odwiedzili m.in. biskupi: Karol Pękala i Zygmunt Łoziński, generałowie: Józef Kustroń, Andrzej Galica i Władysław Jung (dawny dowódca Kasprowicza), literaci: Leopold Staff i Wacław Berent, podróżnik Stefan Jarosz.
Z chwilą wybuchu II wojny światowej Wincenty Kasprowicz zszedł do Krościenka. Do pustelni powrócił po zakończeniu działań zbrojnych. W 1941 roku władze niemieckie nakazały demontaż i dostarczenie znajdującego się przy pustelni dzwonu. Kasprowiczowi i Plewie początkowo udało się go ukryć, jednak w 1943 roku zostali zmuszeni do zwiezienia dzwonu do placówki Grenzschutzu w Sromowcach. Był tam wykorzystywany do alarmowania oraz ogłaszania posiłków i zbiórek. Do pustelni dzwon nie powrócił, ostatecznie trafiając do kaplicy Dobrego Pasterza w Sromowcach Niżnych.
Po wyzwoleniu tych terenów przez wojska radzieckie Wincenty Kasprowicz pozostał w pustelni. Nowe władze nie niepokoiły go, na nowo jednak pojawił się spór z Pienińskim Parkiem Narodowym, którego władze dążyły do usunięcia pustelnika. Ostatecznie opuścił on pustelnię w dramatycznych okolicznościach. W dniu 11 czerwca 1949 roku w budynek uderzył piorun, w wyniku czego Kasprowicz został porażony, a w pustelni wybuchł pożar. Z płonącego budynku pustelnika wyciągnął Jan Plewa (brat Stefana). Po pożarze Kasprowicz czynił starania o odbudowę pustelni, nie uzyskał jednak zgody od Dyrekcji Parku Narodowego. Do 1951 roku mieszkał najpierw w ruinach zamku, a potem w Krościenku. Ostatecznie, za namową brata, powrócił do Wielkopolski. W 1952 roku, uzyskawszy dyspensę, zawarł związek małżeński. Pracował jako kościelny w parafii Matki Boskiej Częstochowskiej na poznańskich Naramowicach. Po śmierci został pochowany na parafialnym cmentarzu.
Pod koniec życia został odznaczony Wielkopolskim Krzyżem Powstańczym, a w 1972 roku, decyzją Rady Państwa został awansowany do stopnia podporucznika.
Pamiątki po Wincentym Kasprowiczu przechowywane są w Muzeum Pienińskim w  Szlachtowej oraz w Muzeum Turystyki Górskiej w Szczawnicy.